# Bohdan Khmelnytskyi
Bohdan Zynovyi Mykhailovych Khmelnytsky ou Bogdan Chmielnicki (ruteno: Ѕѣнові Богданъ Хмелнiцкiи; ucraniano moderno: Богдан Зиновій Михайлович Хмельницький; 1595 - 6 de agosto de 1657) foi um nobre ruteno e comandante militar dos cossacos ucranianos como Hetman da Hoste Zaporozhiana, que estava então sob a suserania da Comunidade Polonesa-Lituana. Ele liderou uma revolta contra a Comunidade e seus magnatas (1648-1654) que resultou na criação de um estado cossaco independente na Ucrânia. Em 1654, ele concluiu o Tratado de Pereyaslav com o czar russo e aliou o hetmanato cossaco ao czar da Rússia, colocando assim a Ucrânia central sob proteção russa. Durante o levante, os cossacos lideraram um massacre de milhares de judeus entre 1648 e 1649, um dos eventos mais traumáticos da história dos judeus na Ucrânia e do nacionalismo ucraniano.

## Início da vida
Embora não haja nenhuma prova definitiva da data de nascimento de Khmelnytsky, o historiador ucraniano Mykhaylo Maksymovych sugere que provavelmente seja 27 de dezembro de 1595 juliano (dia de São Teodoro). Como era costume na Igreja Ortodoxa, ele foi batizado com um de seus nomes do meio, Theodor, traduzido para o ucraniano como Bohdan. Uma biografia de Khmelnytsky feita por Smoliy e Stepankov, no entanto, sugere que é mais provável que ele tenha nascido em 9 de novembro (dia da festa de São Zenóbio, 30 de outubro no calendário juliano) e tenha sido batizado em 11 de novembro (dia da festa de São Teodoro na Igreja Católica).
Khmelnytsky provavelmente nasceu no vilarejo de Subotiv, perto de Chyhyryn, na Coroa do Reino da Polônia, na propriedade de seu pai Mykhailo Khmelnytsky. Ele nasceu na pequena nobreza ucraniana. Seu pai era um cortesão do Grande Hetman da Coroa Stanisław Żółkiewski, mas mais tarde se juntou à corte de seu genro Jan Daniłowicz, que em 1597 se tornou starosta de Korsuń e Chyhyryn e nomeou Mykhailo como seu vice em Chyhyryn (pidstarosta). Por seu serviço, foi-lhe concedida uma faixa de terra perto da cidade, onde Mykhailo estabeleceu um khutor Subotiv.
Há controvérsias sobre se Bohdan e seu pai pertenciam à szlachta (termo polonês para nobres) Algumas fontes afirmam que, em 1590, seu pai Mykhailo foi nomeado sotnyk do starosta de Korsun-Chyhyryn, Jan Daniłowicz, que continuou a colonizar as novas terras ucranianas perto do rio Dnieper. Khmelnytsky se identificava como um nobre, e o status de seu pai como pidstarosta de Chyhyryn o ajudou a ser considerado como tal pelos outros. No entanto, durante a Revolta, Khmelnytsky enfatizou as raízes cossacas de sua mãe e as façanhas de seu pai com os cossacos de Sich.
Khmelnytsky frequentou um colégio jesuíta, possivelmente em Jarosław, mas mais provavelmente em Lviv, na escola fundada pelo hetman Żółkiewski. Ele concluiu seus estudos em 1617, adquirindo um amplo conhecimento da história mundial e aprendendo polonês e latim. Mais tarde, aprendeu turco, tártaro e francês. Ao contrário de muitos dos outros estudantes jesuítas, ele não abraçou o catolicismo romano, permanecendo ortodoxo.

### Casamento e família
Khmelnytsky casou-se com Hanna Somkivna, irmã de um rico cossaco de Pereyaslavl; o casal se estabeleceu em Subotiv. Na segunda metade da década de 1620, eles tiveram três filhas: Stepanyda, Olena e Kateryna. Seu primeiro filho, Tymish (Tymofiy), nasceu em 1632, e outro filho, Yuriy, nasceu em 1640.

## Cossaco registrado
Após a conclusão de seus estudos em 1617, Khmelnytsky entrou para o serviço militar com os cossacos. Já em 1619, ele foi enviado junto com seu pai para a Moldávia, quando a Comunidade Polonesa-Lituana entrou em guerra contra o Império Otomano. Durante a Batalha de Cecora (Țuțora), em 17 de setembro de 1620, seu pai foi morto, e o jovem Khmelnytsky, entre muitos outros, incluindo o futuro hetman Stanisław Koniecpolski, foi capturado pelos turcos. Ele passou os dois anos seguintes em cativeiro em Constantinopla como prisioneiro de um Kapudan Pasha otomano (presumivelmente Parlak Mustafa Pasha). Outras fontes afirmam que ele passou sua escravidão na marinha otomana em galés como remador, onde adquiriu conhecimento das línguas turcas.
Embora não haja provas concretas de seu retorno à Ucrânia, a maioria dos historiadores acredita que Khmelnytsky escapou ou foi resgatado. As fontes variam quanto ao seu benfeitor - sua mãe, amigos, o rei polonês - mas talvez tenha sido Krzysztof Zbaraski, embaixador da Comunidade junto aos otomanos. Em 1622, ele pagou 30.000 táleres como resgate por todos os prisioneiros de guerra capturados na Batalha de Cecora. Ao retornar a Subotiv, Khmelnytsky assumiu a administração da propriedade de seu pai e tornou-se um cossaco registrado no Regimento de Chyhyryn.
É provável que ele não tenha participado de nenhuma das revoltas cossacas que eclodiram na Ucrânia naquela época. Seu serviço leal lhe rendeu o posto de secretário militar (pisarz wojskowy) dos cossacos registrados em 1637. Isso aconteceu após a rendição da revolta de Pavlyuk na cidade de Borowica, em 24 de dezembro de 1637, quando o hetman de campo Mikołaj Potocki nomeou um novo ancião cossaco. Ele teve que fazer isso porque alguns dos anciãos se juntaram a Pavlyuk ou foram mortos por ele (como o ex-funcionário militar Teodor Onuszkowicz). Devido à sua nova posição, Khmelnytsky foi quem preparou e assinou um ato de rendição. Os combates não pararam em Borowica, os cossacos rebeldes se levantaram novamente sob o novo comando de Ostryanyn e Hunia na primavera do ano seguinte. Mikołaj Potocki foi bem-sucedido novamente e, após um cerco de seis semanas, os cossacos rebeldes foram forçados a se render em 3 de agosto de 1638. Como no ano anterior, alguns cossacos registrados se juntaram aos rebeldes, enquanto outros permaneceram leais. Diferentemente da última vez, Potocki decidiu não punir os cossacos rebeldes, mas forçou todos eles a jurarem lealdade ao rei e ao estado e a jurarem não buscar vingança uns contra os outros. O Hetman também concordou com o pedido deles de enviar emissários ao rei para pedir a graça real e preservar os direitos dos cossacos. Eles foram eleitos em um conselho em 9 de setembro de 1638 em Kiev. Bohdan Khmelnytsky era um deles; os outros três eram Iwan Bojaryn, coronel de Kaniów, Roman Połowiec e Jan Wołczenko. Os emissários não conseguiram muita coisa, principalmente porque todas as decisões já haviam sido tomadas pelo Sejm no início do ano, quando os deputados aceitaram o projeto apresentado pelo Grande Hetman Stanisław Koniecpolski. Os cossacos foram forçados a aceitar novos e severos termos no próximo conselho em Masłowy Staw, no rio Ros. De acordo com um dos artigos da Ordynacya Woyska Zaporowskiego ("Portaria do Exército Zaporozhiano"), os cossacos registrados perderam o direito de eleger seus próprios oficiais e um comandante, chamado de ancião (starszy) ou comissário. De agora em diante, o ancião deveria ser nomeado pelo Sejm, a partir da recomendação do Grande Hetman. O Grande Hetman também tinha o direito de nomear todos os oficiais. Os comissários, coronéis e osauls tinham de ser nobres, enquanto os sotnyks e atamans tinham de ser cossacos, que se "distinguiram em um serviço para nós e para a Comunidade". Khmelnytsky tornou-se um dos sotnyks do regimento de Chyhryn.
Em 1663, em Paris, Pierre Chevalier publicou um livro sobre o levante cossaco chamado Histoire de la guerre des Cosaques contre la Pologne, que dedicou a Nicolas Léonor de Flesselles, conde de Brégy, que foi embaixador na Polônia em 1645. Na dedicatória, ele descreveu o encontro que Brégy teve com Khmelnytsky na França e o grupo de cossacos que ele levou para a França para lutar contra a Espanha em Flandres. Chevalier também afirmou que ele mesmo comandou cossacos em Flandres, embora em partes distantes do livro Chevalier não mencione os cossacos ou Khmelnytsky uma única vez. Em seu outro livro, Relation des Cosaques (avec la vie de Kmielniski, tirée d'un Manuscrit), publicado no mesmo ano, que também contém uma biografia de Khmelnytsky, não há menção sobre sua estadia ou a de qualquer outro cossaco na França ou em Flandres. Além disso, o primeiro livro de Chevalier é a única fonte que menciona tal evento, não há vestígios dele nem mesmo na correspondência do conde de Brègy, embora seja verdade que ele estava realizando um recrutamento de soldados na Polônia para o exército francês nos anos de 1646-1648. De fato, ele foi bem-sucedido e cerca de 3.000 deles viajaram via Gdańsk para Flandres e participaram das lutas em torno de Dunquerque. Fontes francesas os descrevem como infanterie tout Poulonnois qu'Allemand, comandados pelos coronéis Krzysztof Przyjemski, Andrzej Przyjemski e Georges Cabray. O segundo recrutamento, que partiu em 1647, foi comandado por Jan Pleitner, engenheiro militar holandês a serviço de Władysław IV, e Jan Denhoff, coronel da Guarda Real. O historiador francês do século XVII Jean-François Sarasіn, em sua Histoire de siège de Dunkerque, ao descrever a participação de mercenários poloneses nas lutas por Dunquerque, observa que eles eram comandados por algum "Sirot". Alguns historiadores o identificam como Ivan Sirko, ataman cossaco.
Algumas alegações de que Khmelnytsky e os cossacos estavam realmente na França são apoiadas por alguns historiadores ucranianos, enquanto outros e a maioria dos estudiosos poloneses acham isso improvável.

## Caso Czapliński
Após a morte do magnata Stanisław Koniecpolski (março de 1646), seu sucessor, Aleksander, redesenhou os mapas de suas posses. Ele reivindicou a propriedade de Khmelnytsky, tomando-a como sua. Tentando obter proteção contra essa apropriação pelo poderoso magnata, Khmelnytsky escreveu vários apelos e cartas a diferentes representantes da coroa polonesa, mas sem sucesso. No final de 1645, o starosta de Chyhyryn, Daniel Czapliński, recebeu oficialmente a autoridade de Koniecpolski para confiscar a propriedade Subotiv de Khmelnytsky.

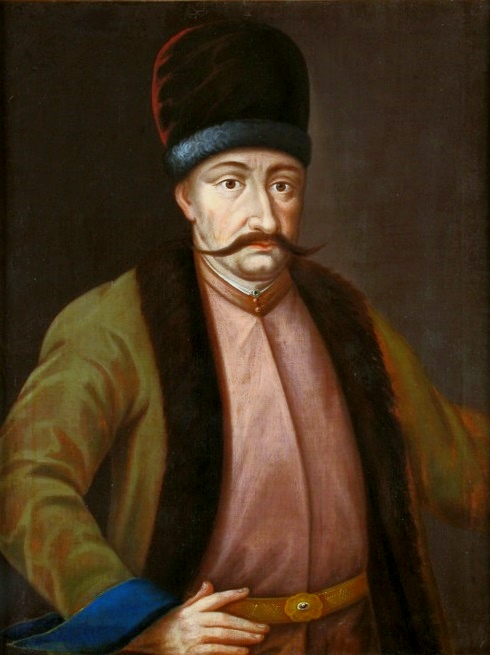
Retrato de Bohdan Khmelnytsky (c. 1650) no Museu Distrital de Tarnów. Khmelnytsky obteve roupas prontas do Oriente. De acordo com uma mensagem de 1651, o sultão Mehmed IV enviou a ele "um caftan de samita, um de seus honrosos caftans reais".

No verão de 1646, Khmelnytsky marcou uma audiência com o rei Władysław IV para defender seu caso, já que ele tinha uma posição favorável na corte. Władysław, que queria os cossacos do seu lado nas guerras que planejava, concedeu a Khmelnytsky uma carta real, protegendo seus direitos sobre a propriedade Subotiv. Mas, devido à estrutura da Comunidade naquela época e à ilegalidade na Ucrânia, nem mesmo o rei conseguiu evitar um confronto com os magnatas locais. No início de 1647, Daniel Czapliński começou a assediar Khmelnytsky para forçá-lo a deixar as terras. Em duas ocasiões, o magnata fez com que Subotiv fosse invadida: danos consideráveis à propriedade foram causados e o filho de Khmelnytsky, Yuriy, foi gravemente espancado. Finalmente, em abril de 1647, Czapliński conseguiu expulsar Khmelnytsky das terras, e ele foi forçado a se mudar com sua grande família para a casa de um parente em Chyhyryn.
Em maio de 1647, Khmelnytsky marcou uma segunda audiência com o rei para defender seu caso, mas descobriu que ele não estava disposto a confrontar um poderoso magnata. Além de perder a propriedade, Khmelnytsky perdeu sua esposa Hanna e ficou sozinho com seus filhos. Ele logo se casou novamente com Motrona (Helena Czaplińska), na época esposa de Daniel Czapliński, a chamada "Helena da estepe". Ele não foi tão bem-sucedido no setor imobiliário e não conseguiu recuperar a terra e a propriedade de seu patrimônio ou a compensação financeira por ela. Durante esse período, ele se reuniu com várias autoridades polonesas superiores para discutir a guerra dos cossacos com os tártaros e aproveitou a ocasião para defender seu caso junto a Czapliński, ainda sem sucesso.
Embora Khmelnytsky não tenha encontrado apoio dos oficiais poloneses, ele o encontrou em seus amigos e subordinados cossacos. Seu regimento de Chyhyryn e outros estavam do seu lado. Durante todo o outono de 1647, Khmelnytsky viajou de um regimento para outro e teve várias consultas com líderes cossacos em toda a Ucrânia. Sua atividade levantou suspeitas entre as autoridades polonesas locais, já acostumadas às revoltas dos cossacos; ele foi prontamente preso. Koniecpolski emitiu uma ordem para sua execução, mas o polkovnyk cossaco de Chyhyryn, que detinha Khmelnytsky, foi persuadido a libertá-lo. Sem querer desafiar ainda mais o destino, Khmelnytsky dirigiu-se ao Sich de Zaporozhian com um grupo de seus partidários.

## Revolta

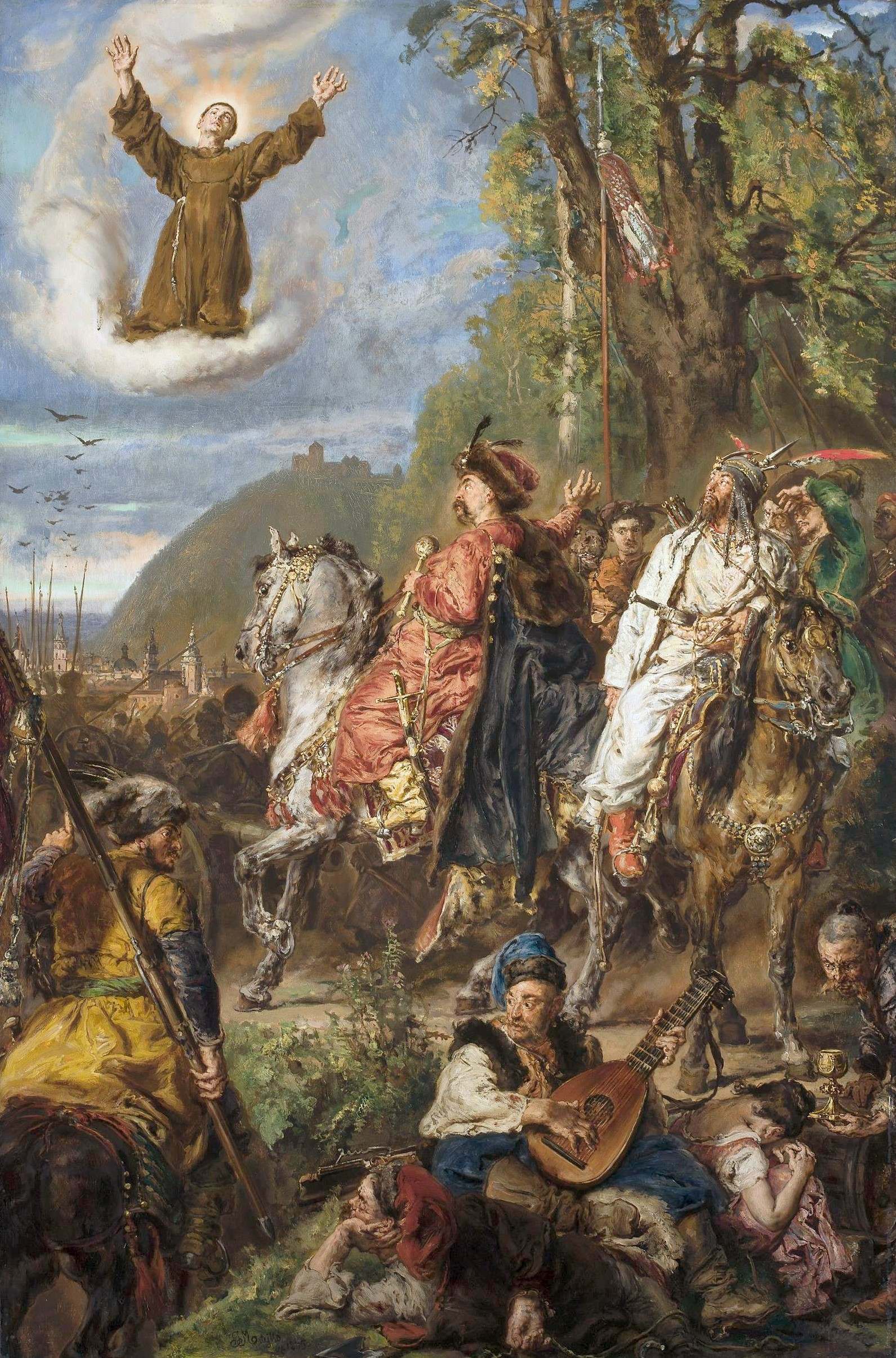
Bohdan Khmelnytsky (à esquerda) com Tugay Bey (à direita) em Lviv, óleo sobre tela de Jan Matejko, 1885, Museu Nacional de Varsóvia.

Embora o caso Czapliński seja geralmente considerado a causa imediata da revolta, ele foi principalmente um catalisador de ações que representavam o crescente descontentamento popular. A religião, a etnia e a economia contribuíram para esse descontentamento. Embora a Comunidade Polonesa-Lituana continuasse sendo uma união de nações, uma população considerável de rutenos ortodoxos foi ignorada. Oprimidos pelos magnatas poloneses, eles descarregaram sua ira sobre os poloneses e também sobre os judeus, que geralmente administravam as propriedades dos nobres poloneses. O advento da Contrarreforma piorou as relações entre as Igrejas Ortodoxa e Católica. Muitos ucranianos ortodoxos consideravam a União de Brest uma ameaça à sua fé ortodoxa.

## Sucessos iniciais
No final de 1647, Khmelnytsky chegou ao estuário do rio Dnieper. Em 7 de dezembro, seu pequeno destacamento (300 a 500 homens), com a ajuda de cossacos registrados que passaram para o seu lado, desarmou o pequeno destacamento polonês que guardava a área e tomou o Zaporozhian Sich. Os poloneses tentaram retomar Sich, mas foram decisivamente derrotados quando mais cossacos registrados se juntaram às forças. No final de janeiro de 1648, uma Rada cossaca foi convocada e Khmelnytsky foi unanimemente eleito Hetman. Seguiu-se um período de atividade fervorosa. Foram enviados cossacos com cartas de hetman a muitas regiões da Ucrânia, convocando cossacos e camponeses ortodoxos a se juntarem à rebelião; Khortytsia foi fortificada, foram feitos esforços para adquirir e fabricar armas e munições, e emissários foram enviados ao Khan da Crimeia, İslâm III Giray.
Inicialmente, as autoridades polonesas não levaram a sério a notícia da chegada de Khmelnytsky a Sich e os relatos sobre a rebelião. Os dois lados trocaram listas de exigências: os poloneses pediram que os cossacos entregassem o líder amotinado e se dispersassem, enquanto Khmelnytsky e a Rada exigiram que a Comunidade restaurasse os antigos direitos dos cossacos, impedisse o avanço da Igreja Greco-Católica Ucraniana, cedesse o direito de nomear líderes ortodoxos do Sich e dos regimentos de cossacos registrados e retirasse as tropas da Comunidade da Ucrânia. Os magnatas poloneses consideraram as exigências uma afronta, e um exército liderado por Stefan Potocki avançou na direção do Sich.
Se os cossacos tivessem permanecido em Khortytsia, poderiam ter sido derrotados, como em muitas outras rebeliões. No entanto, Khmelnytsky marchou contra os poloneses. Os dois exércitos se encontraram em 16 de maio de 1648 em Zhovti Vody, onde, com a ajuda dos tártaros de Tugay Bey, os cossacos infligiram sua primeira derrota esmagadora à Comunidade. Isso se repetiu logo depois, com o mesmo sucesso, na Batalha de Korsuń, em 26 de maio de 1648. Khmelnytsky usou suas habilidades diplomáticas e militares: sob sua liderança, o exército cossaco se deslocou para as posições de batalha seguindo seus planos, os cossacos foram proativos e decisivos em suas manobras e ataques e, o mais importante, ele obteve o apoio de grandes contingentes de cossacos registrados e do Khan da Crimeia, seu aliado crucial para as muitas batalhas que viriam.

### Estabelecimento do Hetmanato Cossaco

Brasão do Hetmanato Cossaco.

O Patriarca de Jerusalém Paiseus, que estava visitando Kiev nessa época, referiu-se a Khmelnytsky como o Príncipe da Rus, o chefe de um estado ucraniano independente, de acordo com os contemporâneos. Em fevereiro de 1649, durante as negociações em Pereiaslav com uma delegação polonesa chefiada pelo senador Adam Kysil, Khmelnytsky declarou que era "o único autocrata da Rus" e que tinha "poder suficiente na Ucrânia, Podilia e Volhynia... em sua terra e principado que se estendia até Lviv, Chełm e Halych".
Eu já fiz mais do que estava pensando antes, agora vou conseguir o que revisei recentemente. Libertarei do infortúnio polonês todo o povo ruteno! Antes eu estava lutando pelos insultos e injustiças causados a mim, agora lutarei por nossa fé ortodoxa. E todas as pessoas me ajudarão nisso até Lublin e Cracóvia, e não me afastarei das pessoas, pois elas são nosso braço direito. E para que vocês não ataquem os cossacos conquistando camponeses, terei duzentos ou trezentos mil deles.— Bohdan Khmelnytsky, Príncipe da Rutênia
Após o período de sucessos militares iniciais, teve início o processo de construção do Estado. Sua liderança foi demonstrada em todas as áreas de construção do Estado: militar, administrativa, financeira, econômica e cultural. Khmelnytsky transformou a Hoste Zaporozhiana no poder supremo do novo Estado ucraniano e unificou todas as esferas da sociedade ucraniana sob sua autoridade. Khmelnytsky criou um novo sistema de governo e desenvolveu a administração militar e civil.
Uma nova geração de estadistas e líderes militares veio à tona: Ivan Vyhovsky, Pavlo Teteria, Danylo Nechai e Ivan Nechai, Ivan Bohun, Hryhoriy Hulyanytsky. Dos polkovnyks, oficiais e comandantes militares cossacos, nasceu uma nova elite dentro do estado cossaco hetman. Ao longo dos anos, a elite preservou e manteve a autonomia do hetmanato cossaco diante das tentativas da Rússia de restringi-lo. A elite também foi fundamental para o início do processo de desenvolvimento do estado cossaco. Ela também foi fundamental para o início do período de Ruína que se seguiu, acabando por destruir a maioria das conquistas da era Khmelnytsky.

### Complicações

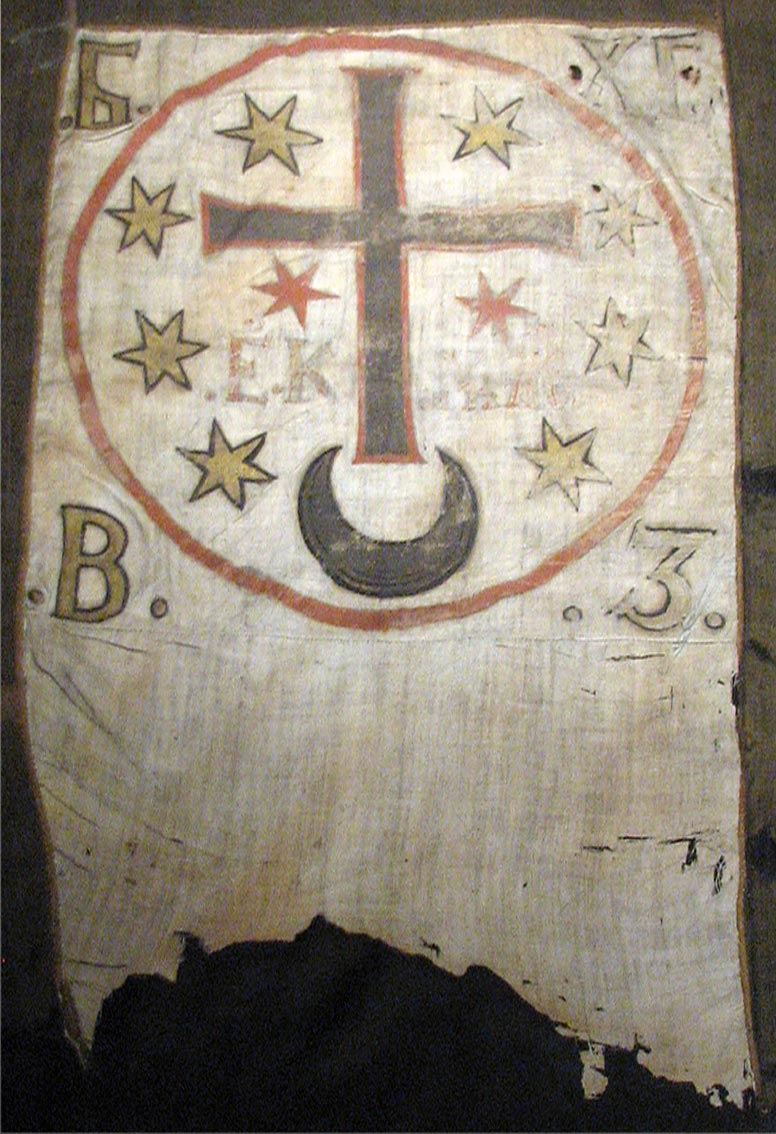
O estandarte de Bohdan Khmelnytsky que foi tomado na Batalha de Berestechko. Mais tarde, ele foi tomado pelos suecos em Varsóvia, em 1655, e agora pode ser visto no Armémuseum, em Estocolmo, na Suécia.

Os sucessos iniciais de Khmelnytsky foram seguidos por uma série de reveses, já que nem Khmelnytsky nem a Comunidade tinham força suficiente para estabilizar a situação ou infligir uma derrota ao inimigo. O que se seguiu foi um período de guerra intermitente e vários tratados de paz, que raramente eram cumpridos. A partir da primavera de 1649, a situação piorou para os cossacos; à medida que os ataques poloneses aumentavam em frequência, eles se tornavam mais bem-sucedidos. O resultado do Tratado de Zboriv, em 18 de agosto de 1649, foi desfavorável para os cossacos. Seguiu-se outra derrota na Batalha de Berestechko, em 18 de junho de 1651, na qual os tártaros traíram Khmelnytsky e mantiveram o hetman em cativeiro. Os cossacos sofreram uma derrota esmagadora, com um número estimado de 30.000 baixas. Eles foram forçados a assinar o Tratado de Bila Tserkva, que favorecia a Comunidade Polonesa-Lituana. A guerra recomeçou e, nos anos que se seguiram, os dois lados estavam quase sempre em guerra. Agora, os tártaros da Crimeia desempenhavam um papel decisivo e não permitiam que nenhum dos lados prevalecesse. Era do interesse deles impedir que a Ucrânia e a Comunidade Polonesa-Lituana se fortalecessem demais e se tornassem uma potência efetiva na região.
Khmelnytsky começou a procurar outro aliado estrangeiro. Embora os cossacos tivessem estabelecido sua independência de fato da Polônia, o novo estado precisava de legitimidade, que poderia ser fornecida por um monarca estrangeiro. Em busca de um protetorado, Khmelnytsky procurou o sultão otomano em 1651 e houve troca de embaixadas formais. Os turcos ofereceram vassalagem, como seus outros acordos com a Crimeia, a Moldávia e a Valáquia contemporâneas. Entretanto, a ideia de uma união com o monarca muçulmano não era aceitável para a população em geral e para a maioria dos cossacos.
O outro possível aliado era o Tsardom da Rússia. No entanto, apesar dos apelos de ajuda de Khmelnytsky em nome da fé ortodoxa compartilhada, o czar preferiu esperar, até que a ameaça de uma união cossaco-otomana em 1653 finalmente o forçou a agir. A ideia de que o czar poderia ser favorável a tomar a Ucrânia sob suas mãos foi comunicada ao hetman e, assim, a atividade diplomática se intensificou.

## Tratado com o czar

Bandeira de Bohdan Khmelnytsky. Inspeção: Bohdan (Б) Khmelnytsky (Х), hetman (Г) de Host (В) de Zaporozhia (З) e de sua (Е) majestade (К) real (МЛС) de Rzecz Pospolita

Após uma série de negociações, foi acordado que os cossacos aceitariam o domínio do czar Alexei Mikhailovich. Para finalizar o tratado, uma embaixada russa liderada pelo boyar Vasily Buturlin foi a Pereyaslav, onde, em 18 de janeiro de 1654, a Rada cossaca foi convocada e o tratado foi concluído. Os historiadores não chegaram a um consenso na interpretação das intenções do czar e de Khmelnytsky ao assinarem esse acordo. O tratado legitimou as reivindicações russas à capital da Rússia de Kiev e fortaleceu a influência do tsar na região. Khmelnytsky precisava do tratado para obter a proteção de um monarca legítimo e o apoio de uma potência ortodoxa amiga.
Os historiadores divergem em sua leitura do objetivo de Khmelnytsky com a união: se seria uma união militar, uma suserania ou uma incorporação completa da Ucrânia ao tsarco da Rússia.
As diferenças foram expressas durante a cerimônia do juramento de fidelidade ao czar: o enviado russo se recusou a retribuir com um juramento do governante aos seus súditos, como os cossacos e rutenos esperavam, já que esse era o costume do rei polonês.
Khmelnytsky saiu da igreja e ameaçou cancelar todo o tratado. Os cossacos decidiram rescindir a exigência e cumprir o tratado.

## Anos finais
Como resultado do Tratado de Pereyaslav de 1654, o mapa geopolítico da região mudou. A Rússia entrou em cena, e os antigos aliados dos cossacos, os tártaros, mudaram de lado e passaram para o lado polonês, iniciando uma guerra contra Khmelnytsky e suas forças. Os ataques dos tártaros despovoaram áreas inteiras de Sich. Os cossacos, auxiliados pelo exército do czar, vingaram-se das possessões polonesas na Bielorrússia e, na primavera de 1654, os cossacos expulsaram os poloneses de grande parte do país. A Suécia entrou no conflito. Velhos adversários da Polônia e da Rússia, eles ocuparam uma parte da Lituânia antes que os russos pudessem chegar lá.
A ocupação desagradou a Rússia, pois o czar queria assumir o controle das províncias suecas do Báltico. Em 1656, com a Comunidade cada vez mais devastada pela guerra, mas também cada vez mais hostil e bem-sucedida contra os suecos, o governante da Transilvânia, György II Rákóczi, também se juntou a eles. Karl X da Suécia havia solicitado sua ajuda devido à enorme oposição e resistência popular polonesa contra os suecos. Sob golpes de todos os lados, a Comunidade mal sobreviveu.

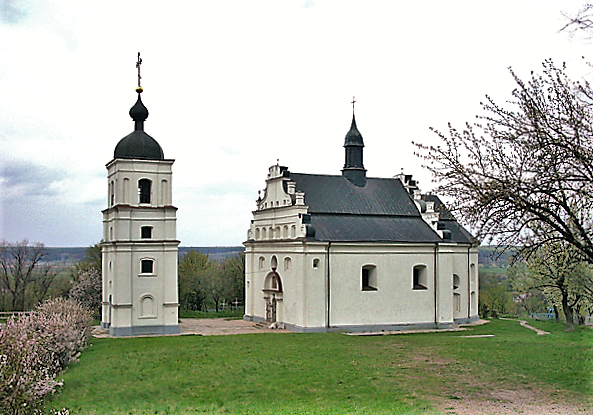
Igreja de Subotiv, Ucrânia, onde Khmelnytsky foi enterrado

A Rússia atacou a Suécia em julho de 1656, enquanto suas forças estavam profundamente envolvidas na Polônia. Essa guerra terminou em status quo dois anos depois, mas complicou as coisas para Khmelnytsky, pois seu aliado agora estava lutando contra seu senhor. Além das tensões diplomáticas entre o czar e Khmelnytsky, várias outras divergências entre os dois vieram à tona. Em particular, elas diziam respeito à interferência de oficiais russos nas finanças do Hetmanato Cossaco e na recém-capturada Bielorrússia. O tsar concluiu um tratado separado com os poloneses em Vilnius, em 1656. Os emissários do Hetman nem sequer foram autorizados a participar das negociações.
Khmelnytsky escreveu uma carta irada ao tsar acusando-o de violar o acordo de Pereyaslav. Ele comparou os suecos ao tsar e disse que os primeiros eram mais honrados e confiáveis do que os russos.
Na Polônia, o exército cossaco e os aliados da Transilvânia sofreram uma série de reveses. Como resultado, Khmelnytsky teve que lidar com uma rebelião cossaca na frente interna. Notícias preocupantes também vieram da Crimeia, pois os tártaros, em aliança com a Polônia, estavam se preparando para uma nova invasão da Ucrânia. Embora já estivesse doente, Khmelnytsky continuou a realizar atividades diplomáticas e, em certo momento, chegou a receber os enviados do czar em sua cama.

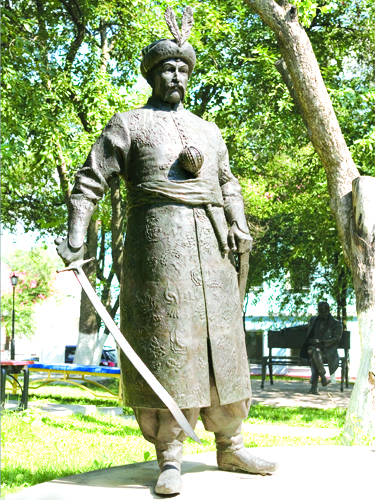
Monumento dedicado a Bohdan Khmelnytsky em Kiev, Ucrânia. Os autores são Boris Krylov e Oles Sydoruk

Em 22 de julho, ele sofreu uma hemorragia cerebral e ficou paralisado após sua audiência com o coronel Zhdanovich, de Kiev. Sua expedição a Halychyna havia fracassado devido a um motim em seu exército. Menos de uma semana depois, Bohdan Khmelnytsky morreu às 5 horas da manhã de 27 de julho de 1657. Seu funeral foi realizado em 23 de agosto, e seu corpo foi levado de sua capital, Chyhyryn, para sua propriedade, em Subotiv, para ser enterrado em sua igreja ancestral. Em 1664, um hetman polonês, Stefan Czarniecki, recapturou Subotiv, que, de acordo com alguns historiadores ucranianos, ordenou que os corpos do hetman e de seu filho, Tymish, fossem exumados e profanados, enquanto outros afirmam que esse não é o caso.

## Influências
Khmelnytsky teve uma influência crucial na história da Ucrânia. Ele não apenas moldou o futuro da Ucrânia, mas afetou o equilíbrio de poder na Europa, pois o enfraquecimento da Polônia-Lituânia foi explorado pela Áustria, Saxônia, Prússia e Rússia. Suas ações e seu papel nos eventos foram vistos de forma diferente por diferentes contemporâneos e, ainda hoje, há perspectivas muito diferentes sobre seu legado.

### Avaliação ucraniana

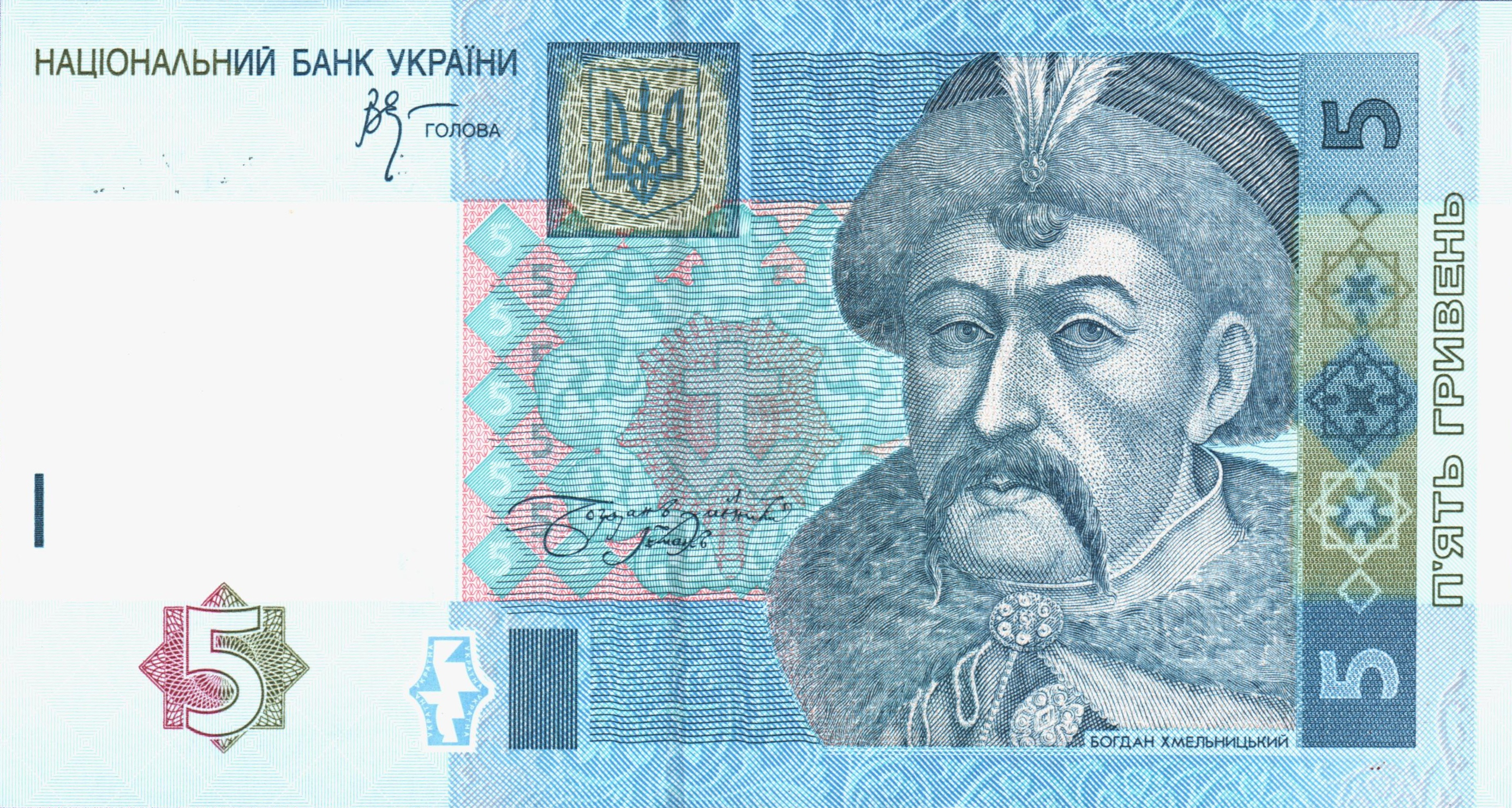
Cédula de cinco hryvnias ucranianas representando Hetman Bohdan Khmelnytsky.

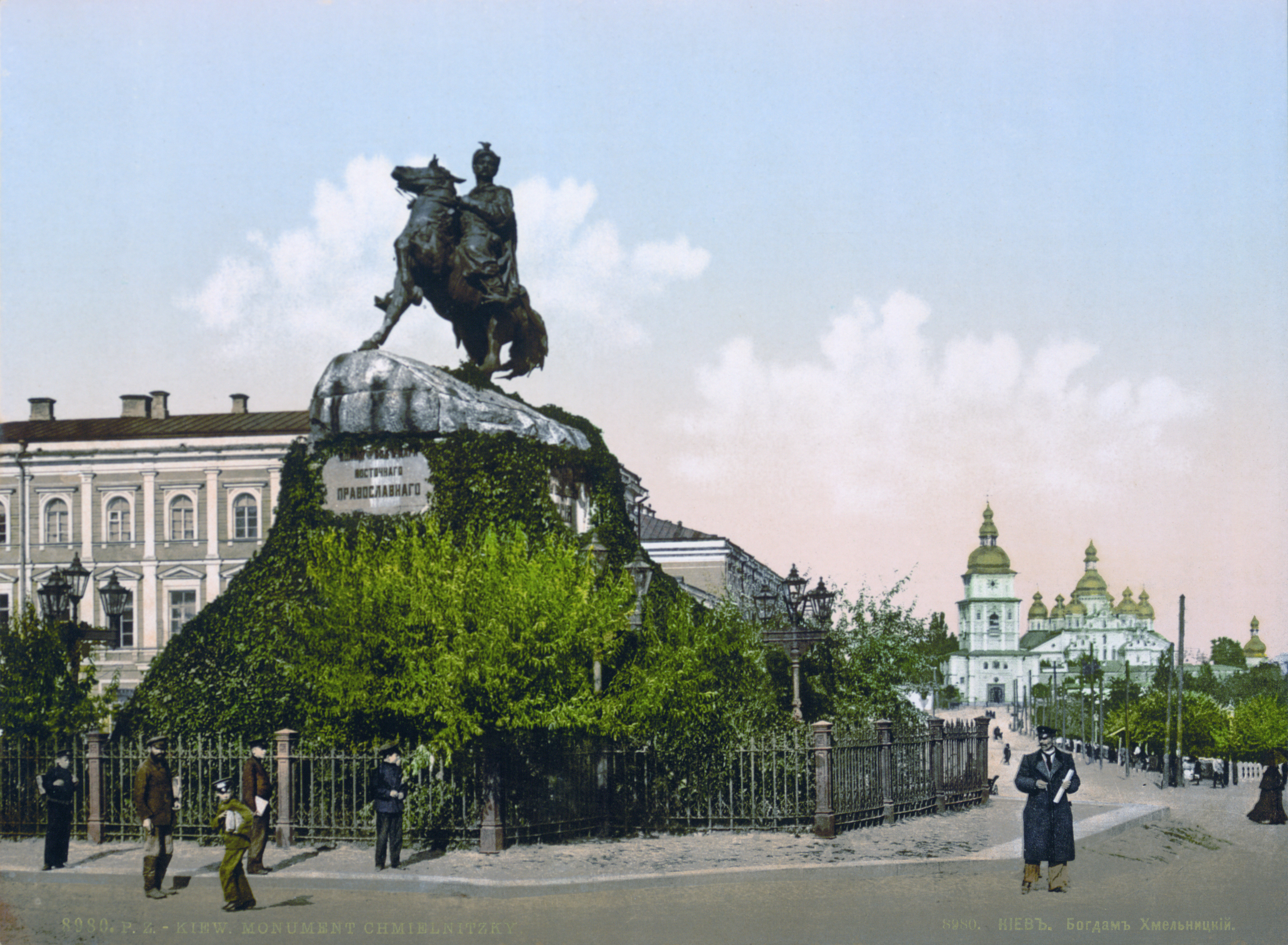
O Monumento a Khmelnytsky em Kiev, em 1905

Na Ucrânia, Khmelnytsky é geralmente considerado um herói nacional. Uma cidade e uma região do país levam seu nome. Sua imagem é exibida com destaque nas cédulas de dinheiro ucranianas e seu monumento no centro de Kiev é um ponto focal da capital ucraniana. Também houve várias edições da Ordem de Bohdan Khmelnytsky, uma das mais altas condecorações da Ucrânia e da antiga União Soviética.
No entanto, com toda essa apreciação positiva de seu legado, até mesmo na Ucrânia ela está longe de ser unânime. Ele é criticado por sua união com a Rússia, que, na opinião de alguns, provou ser desastrosa para o futuro do país. O proeminente poeta ucraniano, Taras Shevchenko, foi um dos críticos mais vocais e severos de Khmelnytsky. Outros o criticam por sua aliança com os tártaros da Crimeia, que permitiu que esses últimos tomassem um grande número de camponeses ucranianos como escravos. Os cossacos, como casta militar, não protegiam o kholopy, a camada mais baixa do povo ucraniano. As canções folclóricas registram esse fato. No geral, a visão de seu legado na Ucrânia atual é mais positiva do que negativa, com alguns críticos reconhecendo que a união com a Rússia foi ditada pela necessidade e por uma tentativa de sobreviver naqueles tempos difíceis.
Em uma pesquisa de 2018 do Ukraine's Rating Sociological Group, 73% dos ucranianos entrevistados tiveram uma atitude positiva em relação a Khmelnytsky.

### Avaliação polonesa
O papel de Khmelnytsky na história do Estado polonês tem sido visto principalmente de forma negativa. A rebelião de 1648 provou ser o fim da Era de Ouro da Comunidade e o início de seu fim. Embora tenha sobrevivido à rebelião e à guerra que se seguiu, em cem anos ela foi dividida entre a Rússia, a Prússia e a Áustria nas partições da Polônia. Muitos poloneses culparam Khmelnytsky pelo declínio da Comunidade.
Khmelnytsky foi tema de várias obras de ficção na literatura polonesa do século XIX, mas o tratamento mais notável dele na literatura polonesa é encontrado em With Fire and Sword, de Henryk Sienkiewicz. O retrato bastante crítico dele feito por Sienkiewicz foi moderado na adaptação cinematográfica de 1999 feita por Jerzy Hoffman.

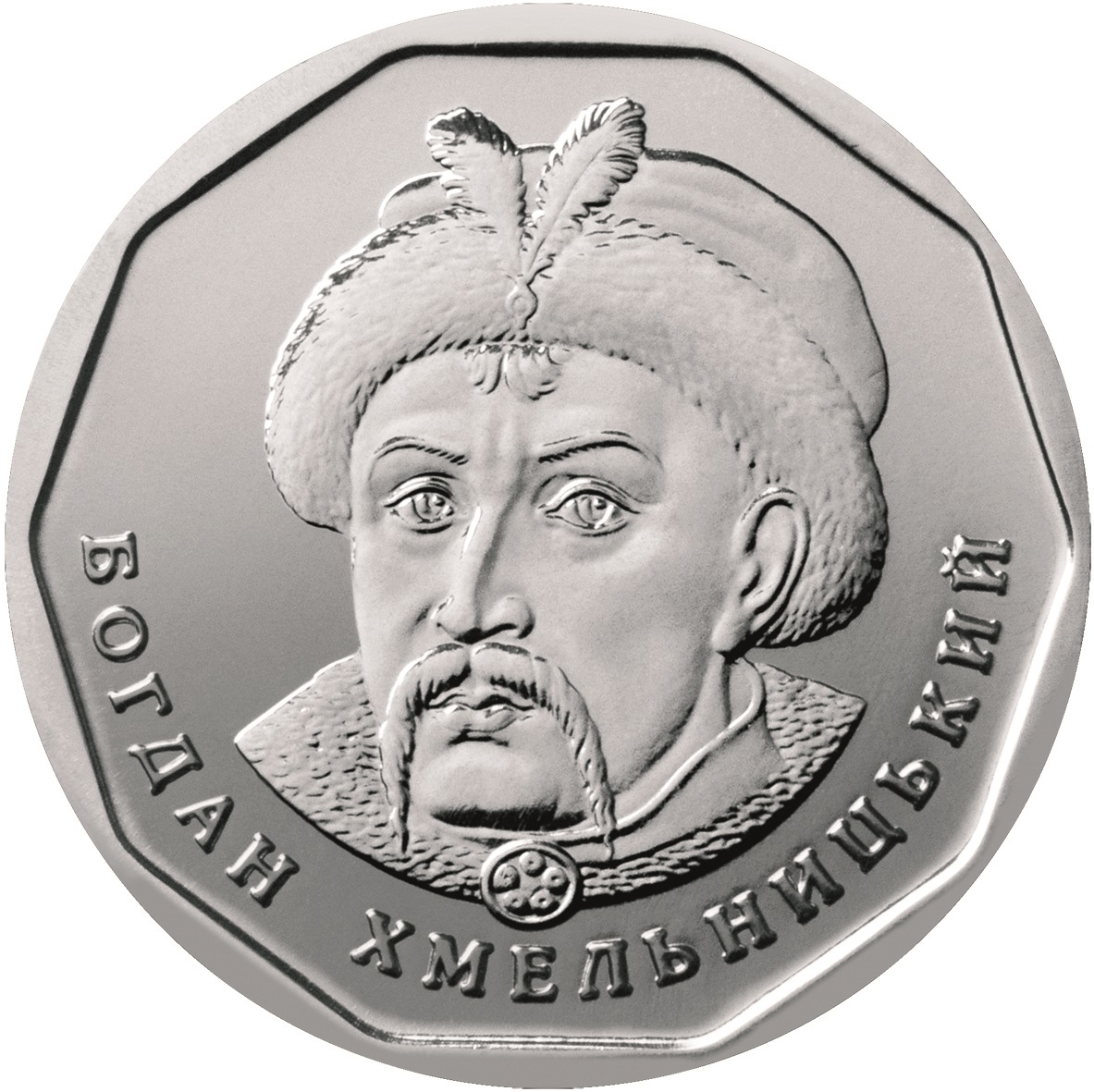
Moeda de cinco hryvnias, Ucrânia, 2018 (reverso)

### História russa e soviética
A historiografia oficial russa enfatizou o fato de que Khmelnytsky entrou em união com o czar de Moscou, Alexei Mikhailovich, com o desejo expresso de "reunificar" a Ucrânia com a Rússia. Essa visão correspondia à teoria oficial de Moscou como herdeira da Rússia de Kiev, que reunia apropriadamente seus antigos territórios.
Khmelnytsky era visto como um herói nacional da Rússia por trazer a Ucrânia para a "união eterna" de todas as Rússias - a Grande (Rússia), a Pequena (Ucrânia) e a Branca (Belarus). Como tal, ele era muito respeitado e venerado durante a existência do Império Russo. Seu papel foi apresentado como um modelo a ser seguido por todos os ucranianos: aspirar a laços mais estreitos com a Grande Rússia. Essa visão foi expressa em um monumento encomendado pelo nacionalista russo Mikhail Yuzefovich, que foi instalado no centro de Kiev em 1888.
As autoridades russas decidiram que a versão original do monumento (criada pelo escultor russo Mikhail Mikeshin) era muito xenófoba; ela deveria retratar um polonês, um judeu e um padre católico derrotados sob os cascos do cavalo. A inscrição no monumento diz: "A Bohdan Khmelnytsky, da Rússia una e indivisível". Mikeshin também criou o Monumento ao Milênio da Rússia em Novgorod, que mostra Khmelnytsky como uma das figuras proeminentes da Rússia.
A historiografia soviética seguiu, em muitos aspectos, a teoria de reunificação da Rússia Imperial, acrescentando a dimensão da luta de classes à história. Khmelnytsky foi elogiado não apenas pela reunificação da Ucrânia com a Rússia, mas também por organizar a luta de classes dos camponeses ucranianos oprimidos contra os exploradores poloneses.

### História judaica
A avaliação de Khmelnytsky na história judaica é extremamente negativa porque ele culpou os judeus por ajudarem os szlachta poloneses, já que os primeiros eram frequentemente empregados por eles como coletores de impostos. Bohdan procurou erradicar os judeus da Ucrânia. Assim, de acordo com o Tratado de Zboriv, todos os judeus foram proibidos de viver no território controlado pelos rebeldes cossacos.

A Revolta de Khmelnytsky causou a morte de cerca de 18.000 a 100.000 judeus que viviam no território. Devido à falta de dados confiáveis para avaliar o tamanho da população judaica local e a quantidade de vítimas, fornecer uma estimativa mais precisa é uma tarefa difícil, se não impossível, para os historiadores. Histórias de atrocidade sobre vítimas de massacre que foram enterradas vivas, cortadas em pedaços ou forçadas a se matar se espalharam por toda a Europa e além. Os pogroms contribuíram para o renascimento das ideias de Isaac Luria, que reverenciava a Cabala, e para a identificação de Sabbatai Zevi como o Messias. Orest Subtelny escreve:
Entre 1648 e 1656, dezenas de milhares de judeus - dada a falta de dados confiáveis, é impossível estabelecer números mais precisos - foram mortos pelos rebeldes e, até hoje, a revolta de Khmelnytsky é considerada pelos judeus como um dos eventos mais traumáticos de sua história.

## Comemorações
- A cidade ucraniana de Khmelnytskyi recebeu esse nome em homenagem a Khmelnytsky.
- Na maioria das cidades ucranianas, há ruas Bohdan Khmelnytskyi, bem como a Avenida Bohdan Khmelnytskyi, na cidade de Dnipro.
- A Brigada Presidencial Separada "Hetman Bohdan Khmelnytskyi", uma unidade das Forças Armadas da Ucrânia encarregada de proteger o presidente da Ucrânia, foi batizada em homenagem a Khmelnytsky.[63]